# Etienne Chatton

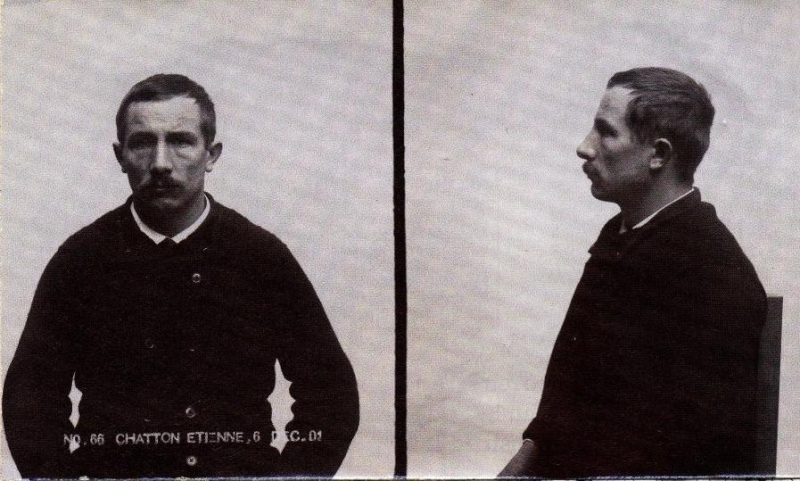
Chattons Polizeifotos vom 6. Dezember 1901

Etienne Chatton (* 1875 oder 1876 vermutlich in Neyruz; † 1. August 1902 in Freiburg, heimatberechtigt in Avry-sur-Matran) war ein Schweizer Straftäter, an dem die letzte zivile Hinrichtung im Kanton Freiburg und in der Romandie vollzogen wurde.

## Vorleben
Chattons Vater und Grossvater waren beide Alkoholiker. Im Alter von 16 Jahren fiel er bei einem Unfall acht Meter in die Tiefe und lag in der Folge mehrere Tage im Koma. Nach diesem Unfall änderte sich Berichten zufolge seine Persönlichkeit: Er wurde seither als nervös, reizbar und boshaft beschrieben, lebte sexuell ausschweifend und litt offenbar unter mangelnder Impulskontrolle. Er infizierte sich dabei auch mit Syphilis, wurde aber im ärztlichen Gutachten als frei von Neurolues beschrieben.
Chatton war wegen kleinerer Eigentumsdelikte mehrfach vorbestraft. Der Junggeselle verdiente seinen Lebensunterhalt als Dienstbote unter anderem in Genf und Marseille, zuletzt bei seinem Patenonkel Etienne Mettraux, dem Posthalter in Neyruz.

## Mord an Louise Mettraux
Chatton hatte geplant, am Morgen des 1. Dezember 1901 die Postkasse zu stehlen, während die Familie Mettraux zur sonntäglichen Messe in der Kirche war. Allerdings war seine 17-jährige Cousine Louise Mettraux an diesem Tag zu Hause geblieben. Sie empfing Chatton freundlich und lud ihn zum Mittagessen ein. Chatton lehnte die Einladung unter einem Vorwand ab, worauf Louise ihm eine Zwischenmahlzeit servierte. Danach erschlug Chatton seine Cousine mit einem Axthieb und nahm den Inhalt der Postkasse im Wert von 309 Schweizer Franken an sich (nach heutigem Wert ungefähr 3'000.-- CHF). Bei der Rückkehr von der Messe fand die Familie Mettraux Louise mit der Axt in ihrer Stirn in einer Blutlache liegend. Trotz sofortiger ärztlicher Hilfe starb sie gegen drei Uhr morgens am 2. Dezember an den Folgen ihrer schweren Kopfverletzung.
In der Blutlache fand man einen zerbrochenen Manschettenknopf, der als Chattons Eigentum erkannt wurde. Chatton wurde am 3. Dezember in Lausanne wegen Diebstahls verhaftet, gestand nach kurzem Verhör den Mord und wurde von den Waadtländer Behörden nach Freiburg ausgeliefert. Hier stellte sich heraus, dass er sich in der Nacht vom 1. auf den 2. Dezember in Mettraux’ Scheune versteckt gehalten hatte, in der die Rechtsmediziner auch die Autopsie an Louise Mettraux’ Leiche vorgenommen hatten. Chatton wurde so zufällig zum Ohrenzeugen dieser Autopsie, was bei ihm offensichtlich so schwere Schuldgefühle hervorrief, dass er seine Tat in der Folge nicht abzustreiten versuchte.

## Prozess und Gnadengesuch

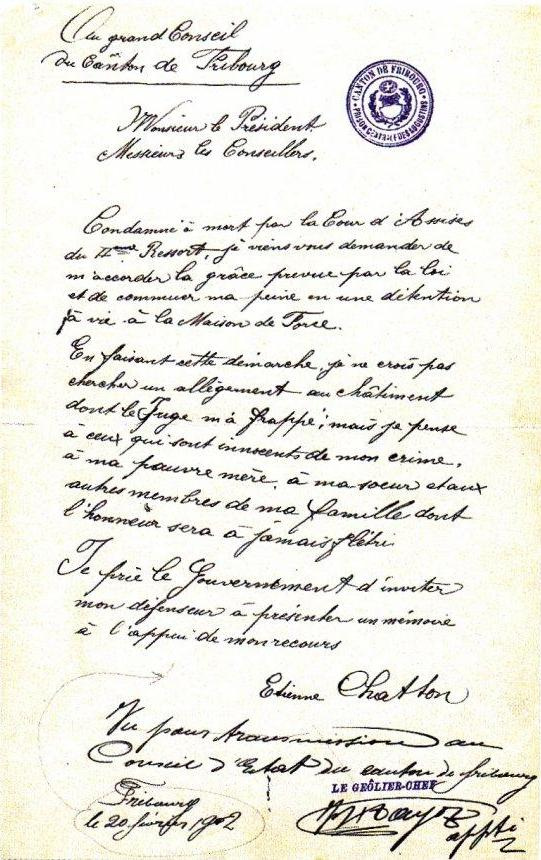
Chattons Gnadengesuch an den Grossen Rat des Kantons Freiburg

Am 22. Januar 1902 wurde Chatton von der Cour d’Assises in Freiburg in erster Instanz für den Mord an Louise Mettraux zum Tod verurteilt. Seine Appellation an die Cour de Cassation wurde am 12. Februar abgelehnt, worauf Chatton am 20. Februar ein Gnadengesuch an den Grossen Rat verfasste. Das Bundesgericht lehnte seine Berufung in der Folge ebenfalls ab, und am 17. Juli reichten Chattons Verteidiger sein Gnadengesuch beim Grossen Rat ein:

„An den Grossen Rat des Kantons Freiburg,
Herr Präsident,

Sehr geehrte Herren Grossräte,
Als vom Assisengericht in zweiter Instanz zum Tode Verurteilter bitte ich Sie, mir die durch das Gesetz vorgesehene Gnade zu gewähren und meine Strafe in lebenslängliches Zuchthaus umzuwandeln.
Ich glaube nicht, dass Sie dadurch die Schwere der Strafe mildern werden, zu der mich der Richter verurteilt hat; aber ich denke an diejenigen, die meines Verbrechens unschuldig sind, an meine arme Mutter, meine Schwester und die anderen Mitglieder meiner Familie, deren Ehre damit für immer befleckt würde.
Ich bitte die Regierung, meinen Verteidiger einzuladen, ein Memorandum zu meinem Gesuch einzureichen.
Freiburg, den 20. Februar 1902
Etienne Chatton“

Der Grosse Rat debattierte dieses Gesuch in zwei Sitzungen am 30. und 31. Juli 1902. Am 31. Juli wurde es in geheimer Abstimmung mit 76 zu 23 Stimmen abgelehnt. Die Ratsherren verliessen nach Bekanntgabe des Abstimmungsresultats „einigermassen bestürzt“ den Saal.

## Hinrichtung

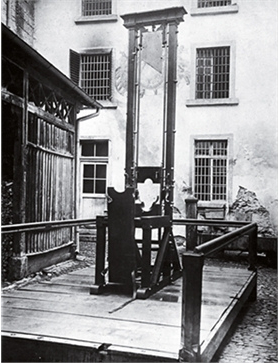
Zur Hinrichtung Chattons aufgebaute Guillotine im Innenhof des Augustinergefängnisses in Freiburg

Die Vorbereitungen für eine Hinrichtung waren bereits getroffen worden: Scharfrichter Theodor Mengis war aus Rheinfelden angereist und hatte die aus Schaffhausen geliehene Guillotine nach Bekanntgabe des Abstimmungsresultats im Innenhof des Augustinergefängnisses aufbauen lassen.
Nun wurde diskutiert, ob die Hinrichtung am 1. August (dem Bundesfeiertag) durchgeführt werden sollte oder ob man damit bis am 2. August warten sollte. Man entschied sich schliesslich für den frühen Morgen des 1. Augusts, und Etienne Chatton wurde gegen 4.30 Uhr morgens mit der Guillotine hingerichtet. Der Rechtsmediziner Louis Comte, der auch die Autopsie an Louise Mettraux durchgeführt hatte, beschrieb die Hinrichtung später so:

„Es ist ungefähr vier Uhr früh, als wir im zweiten Stock eine Tür aufgehen hören. Wir sehen eine kleine Prozession mit Chatton im Zentrum, die Augen verbunden, gestützt von drei Priestern, darunter Prinz Max von Sachsen, die mit ihm die grausame Nacht verbracht haben. Die Geistlichen rezitieren laut Gebete zur Jungfrau Maria.
Chatton wird also zum Schafott geführt. Als aber der Scharfrichter ihn auf das furchtbare Brett schnallen will, reisst er sich los und verlangt zu sprechen. Diesen letzten Wunsch können wir ihm nicht versagen, und dies waren seine letzten Worte: ‚Ich bitte Gott und die Menschen um Vergebung; ich bereue mein Verbrechen. Ich vergebe allen aus ganzem Herzen.‘ Das war alles, aber es war tragisch.
Danach schnallen der Scharfrichter und seine Gehilfen Chatton rasch aufs Brett; er wird auf die Guillotine gekippt, und wir hören das Geräusch des Fallbeils. In seiner letzten Sekunde sagt er noch ‚Gott erbarme dich meiner‘. Einige Sekunden später beginnen die anwesenden Geistlichen das de Profundis zu beten. Es ist ungefähr 4 Uhr 30.“

Nach Chattons Hinrichtung begaben sich die Beteiligten in die nahe gelegene Kapuzinerkirche zu einer Totenmesse. Chattons Leiche wurde um 7 Uhr morgens in einem anonymen Grab auf dem cimetière de Miséricorde (heute Friedhof Saint-Léonard) beigesetzt.

## Nachleben
1952 bereitete Louis Comte zum 50. Jahrestag der Hinrichtung für die Freiburger Historische Gesellschaft einen Bericht vor, den er in einem Vortrag präsentieren sollte. Dieser Vortrag wurde allerdings einige Tage vor dem vorgesehenen Datum abgesagt. Vordergründig geschah dies aus Rücksicht auf Chattons zu diesem Zeitpunkt noch lebende Schwester: Sie hatte bereits anlässlich der Presseberichte zum Tod Max von Sachsens 1951 einen Herzinfarkt erlitten, weil darin auch dessen Rolle bei Chattons Hinrichtung gewürdigt worden war. Zwar wurde Comte eine Publikation seines Berichts in den Annales Fribourgeoises versprochen, doch auch dazu kam es nie.
Bei der Entscheidung spielte vermutlich auch eine Rolle, dass die Todesstrafe per Guillotine zu diesem Zeitpunkt in Frankreich kontrovers diskutiert wurde und die Gesellschaft in dieser Sache keine Stellung beziehen wollte. Erst 2011 entdeckte der Historiker Alain Chardonnens Comtes Bericht im Freiburger Kantonsarchiv und publizierte eine kommentierte Ausgabe.